# 国家农业研究院
国家农业研究院（Institut National de la Recherche Agronomique，INRA, [inʁa]）是法国高等教育及研究部和法国农业及食品部共同设立的公共研究机构，成立于1946年。国家农业科学院在法国共有20个研究中心。
国家农业科学院有1826名研究人员从事与生命、材料及人类科学相关的工作、2396名工程师、4354名技术与管理人员。每年有1634名博士生及1000名培训人员和外国研究者进入国家农业科学院。